# Place de la Gare (Garches)
Pour les articles homonymes, voir Place de la Gare.
La place de la Gare est un carrefour situé à Garches dans les Hauts-de-Seine, en France.

## Situation et accès

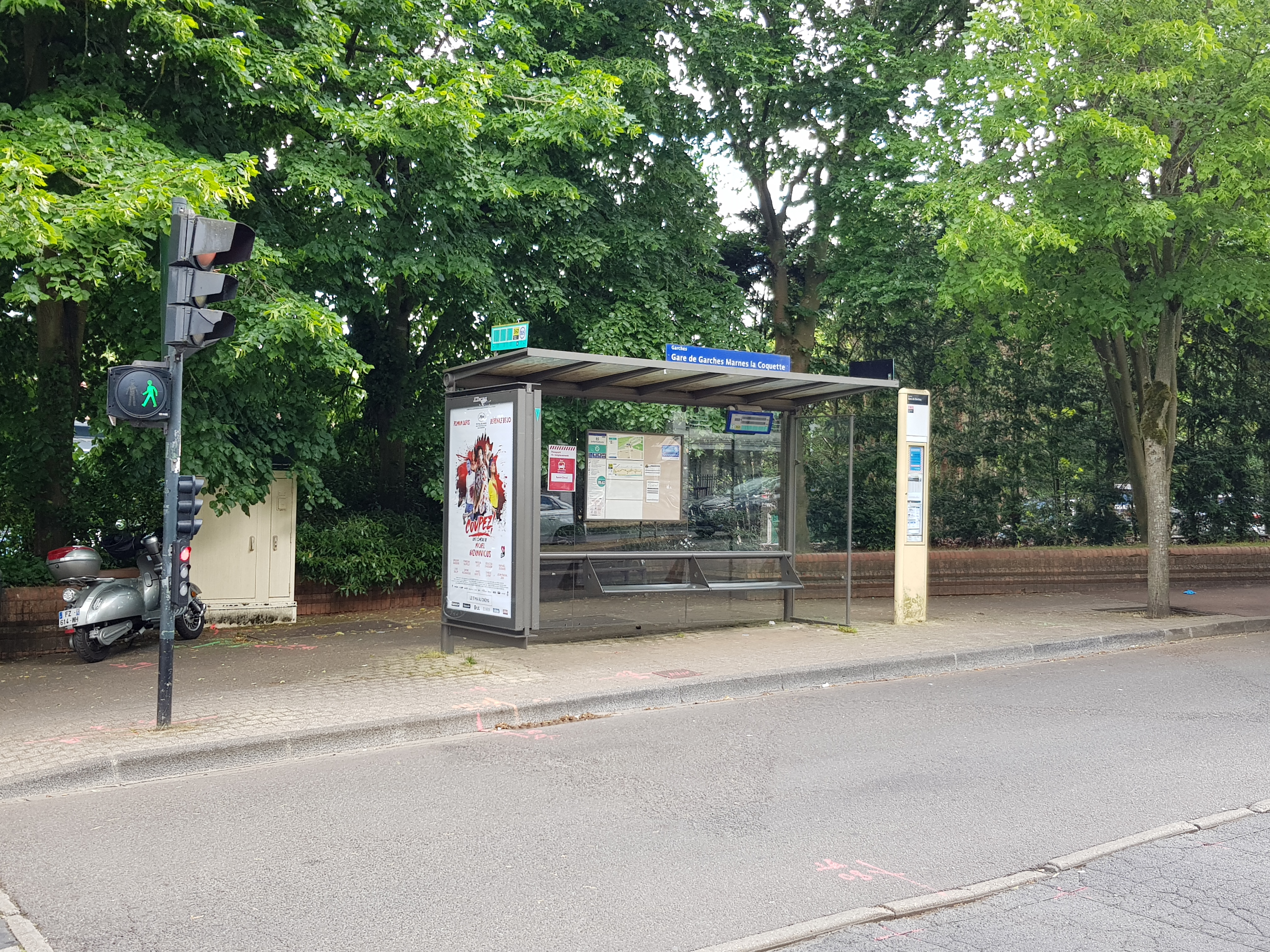
Arrêt Gare de Garches - Marnes-la-Coquette - Direction La Défense

C'est le point de rencontre du boulevard du Général-de-Gaulle, du boulevard Raymond-Poincaré, tous deux sur la route départementale 907, et de l'avenue Joffre.
C'est un pôle commercial important et le principal accès au sud de la commune.

## Origine du nom

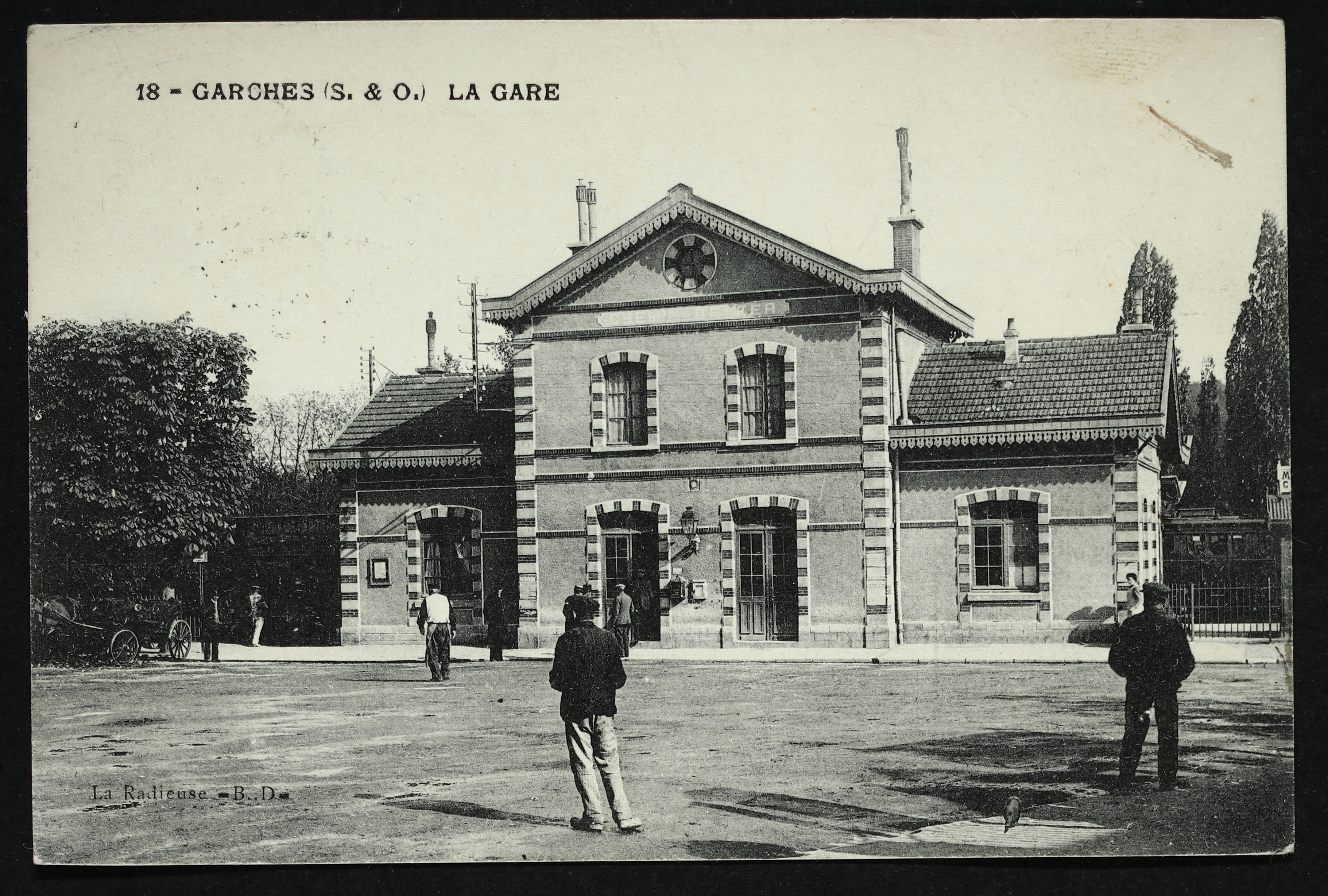
Carte postale - Garches - La gare.

Cette place tient naturellement son nom de la gare de Garches - Marnes-la-Coquette, créée dans les années 1880 avec la ligne de Saint-Cloud à Saint-Nom-la-Bretèche - Forêt-de-Marly.

## Historique

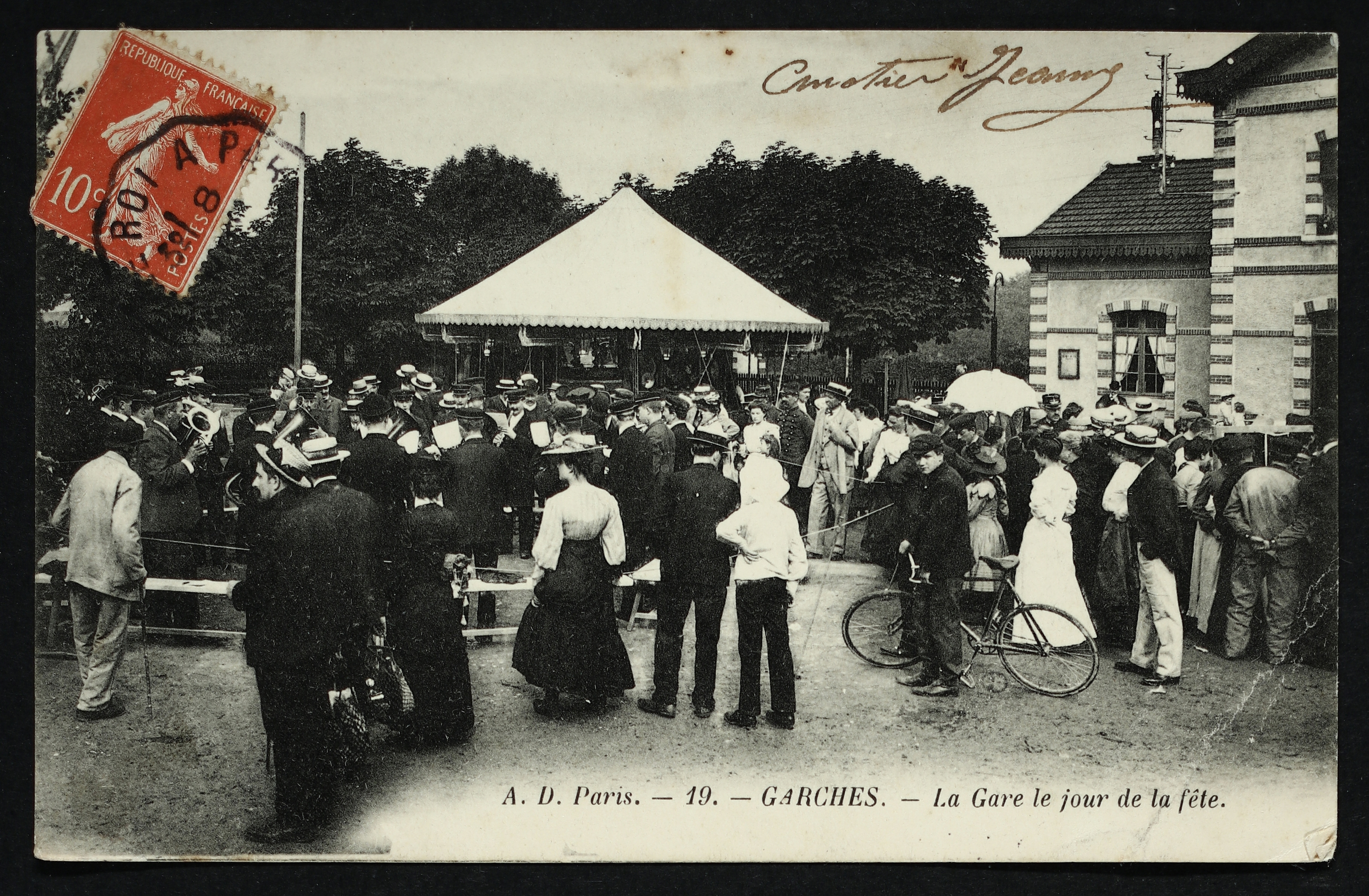
La gare le jour de fête en 1919.

Le 8 juin 1919 s'y tint un concert d’ouverture et de bienvenue à une fête champêtre organisée par le comité central des groupes d’amis du journal Le Populaire, prélude à ce qui allait devenir la Fête de l'Humanité,.

## Bâtiments remarquables et lieux de mémoire
Il s'y trouve une stèle en hommage au Général de Gaulle. Les immeubles situés à droite de la gare, vers l'est, datent essentiellement de 1975, d'un style très différent de l'ancien bâti du XIXe siècle, aux façades travaillées.